# Transistor d'efecte de camp químic

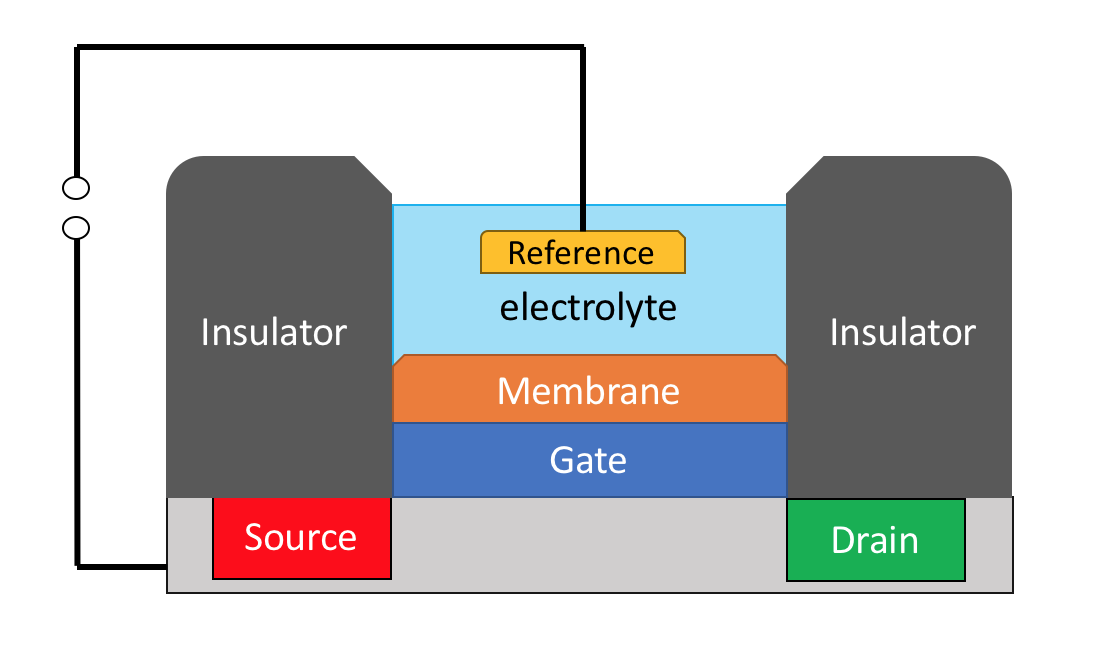
Vista esquemàtica d'un ChemFET. La font, el drenatge i la porta són els tres elèctrodes utilitzats en un sistema FET. El flux d'electrons té lloc en un canal entre el drenatge i la font. El potencial de la porta controla el corrent entre els elèctrodes font i drenatge.

Un ChemFET és un transistor d'efecte de camp sensible a la química, és a dir, un transistor d'efecte de camp utilitzat com a sensor per mesurar concentracions químiques en solució. Quan la concentració d'analit objectiu canvia, el corrent a través del transistor canviarà en conseqüència. Aquí, la solució d'analit separa els elèctrodes font i porta. Un gradient de concentració entre la solució i l'elèctrode de la porta sorgeix a causa d'una membrana semipermeable a la superfície del FET que conté fragments de receptor que s'uneixen preferentment a l'analit objectiu. Aquest gradient de concentració d'ions d'analit carregats crea un potencial químic entre la font i la porta, que al seu torn és mesurat pel FET.
El 1970, Bergveld va inventar el transistor d'efecte de camp sensible a ions (ISFET). Va descriure l'ISFET com "un tipus especial de MOSFET amb una porta a una certa distància". A l'estructura ISFET, la porta metàl·lica d'un MOSFET estàndard es substitueix per una membrana sensible als ions, solució d'electròlits i elèctrode de referència.

## Construcció
La font i el drenatge d'un ChemFET es construeixen com per a un ISFET, amb l'elèctrode de porta separat de l'elèctrode font per una solució. La interfície de l'elèctrode de la porta amb la solució és una membrana semipermeable que conté els receptors i un buit per permetre que la substància a prova entri en contacte amb els fragments sensibles del receptor. La tensió llindar d'un ChemFET depèn del gradient de concentració entre l'analit en solució i l'analit en contacte amb la seva barrera semipermeable incrustada en el receptor.
Sovint, els ionòfors s'utilitzen per facilitar la mobilitat dels ions analits a través del substrat fins al receptor. Per exemple, quan es dirigeixen als anions, s'utilitzen sals d'amoni quaternaris (com el bromur de tetraoctilamoni) per proporcionar naturalesa catiònica a la membrana, facilitant la mobilitat dels anions a través del substrat fins als fragments receptors.

## Aplicacions
Els ChemFET es poden utilitzar en fase líquida o gasosa per detectar l'analit objectiu, que requereix la unió reversible de l'analit amb un receptor situat a la membrana de l'elèctrode de la porta. Hi ha una àmplia gamma d'aplicacions dels ChemFET, incloent-hi la detecció selectiva d'anions o cations. S'ha treballat més amb ChemFET sensors de cations que amb ChemFET sensors d'anions. La detecció d'anions és més complicada que la detecció de cations als ChemFET a causa de molts factors, com ara la mida, la forma, la geometria, la polaritat i el pH de l'espècie d'interès.